# Chilches
Chilches (hiszp. wym. [ˈtʃiltʃes]), Xilxes (walenc. wym. [ˈʃiltʃes]) – gmina w Hiszpanii, w prowincji Castellón, w Walencji, o powierzchni 13,58 km². W 2011 roku gmina liczyła 2875 mieszkańców.